# António Indjai
Antonio Indjai foi um militar que atuou como chefe do Estado Maior das Forças Armadas da Guiné-Bissau de 2010 a 2014 , sendo um dos líderes tanto da revolta militar de 1 de abril de 2010  como do golpe de Estado de 2012.
Juntamente com Bubo Na Tchuto, foi um dos protagonistas da revolta militar de 1 de abril de 2010 contra o governo de Carlos Gomes Júnior. Após este evento, Indjai consegue a destituição do chefe do Estado Maior das Forças Armadas da Guiné-Bissau, Zamora Induta, e sua nomeação para este posto. Aproveitou-se de sua posição para organizar um golpe de Estado durante as eleições presidenciais de 2012.  Sua posição, no entanto, ficaria muito enfraquecida depois que Bubo Na Tchuto foi capturado pela Drug Enforcement Administration (DEA) em 2013 e levado para Manhattan para ser julgado como traficante de drogas. O próprio Indjai será procurado pelo tribunal de Nova York e colocado sob um mandado de prisão internacional pela participação numa transação virtual para transportar cocaína para os Estados Unidos e vender armas para os rebeldes colombianos.  Em 15 de setembro de 2014 foi demitido como chefe do Estado Maior pelo presidente da Guiné-Bissau José Mário Vaz sem qualquer explicação oficial.